# John Moshoeu
John Leshiba Moshoeu (Soweto, 1965. december 18. – Soweto, 2015. április 21.), dél-afrikai válogatott labdarúgó.
A Dél-afrikai Köztársaság válogatott tagjaként részt vett az 1998-as világbajnokságon, az 1997-es konföderációs kupán, az 1996-os, az 1998-as, a 2000-es és a 2004-es afrikai nemzetek kupáján.
Gyomorrákban hunyt el 49 éves korában.

## Sikerei, díjai
Kaizer Chiefs
- Dél-afrikai bajnok (1): 2005

Fenerbahçe
- Török bajnok (1): 2000–01

Kocaelispor
- Török kupagyőztes (1): 1996–97

Dél-Afrika
- Afrikai nemzetek kupája győztes (1): 1996